# Утискани
Утискани су насељено место у саставу општине Иванска у Бјеловарско-билогорској жупанији, Република Хрватска.

## Историја
Почетком 20. века Утискани престављају православну парохијску филијалу која припада парохији - селу Нарти.
До територијалне реорганизације у Хрватској налазили су се у саставу старе општине Чазма.

## Становништво
На попису становништва 2011. године, Утискани су имали 187 становника.

## Попис1991.
На попису становништва 1991. године, насељено место Утискани је имало 238 становника, следећег националног састава:
| Попис 1991.‍ | Попис 1991.‍ | Попис 1991.‍ | Попис 1991.‍ | Попис 1991.‍ |
| ----------- | ----------- | ----------- | ----------- | ----------- |
|             |             |             |             |             |
| Хрвати      | Хрвати      |             | 225         | 94,53%      |
| Срби        | Срби        |             | 13          | 5,46%       |
| укупно: 238 |             |             |             |             |